# Принц Морійосі

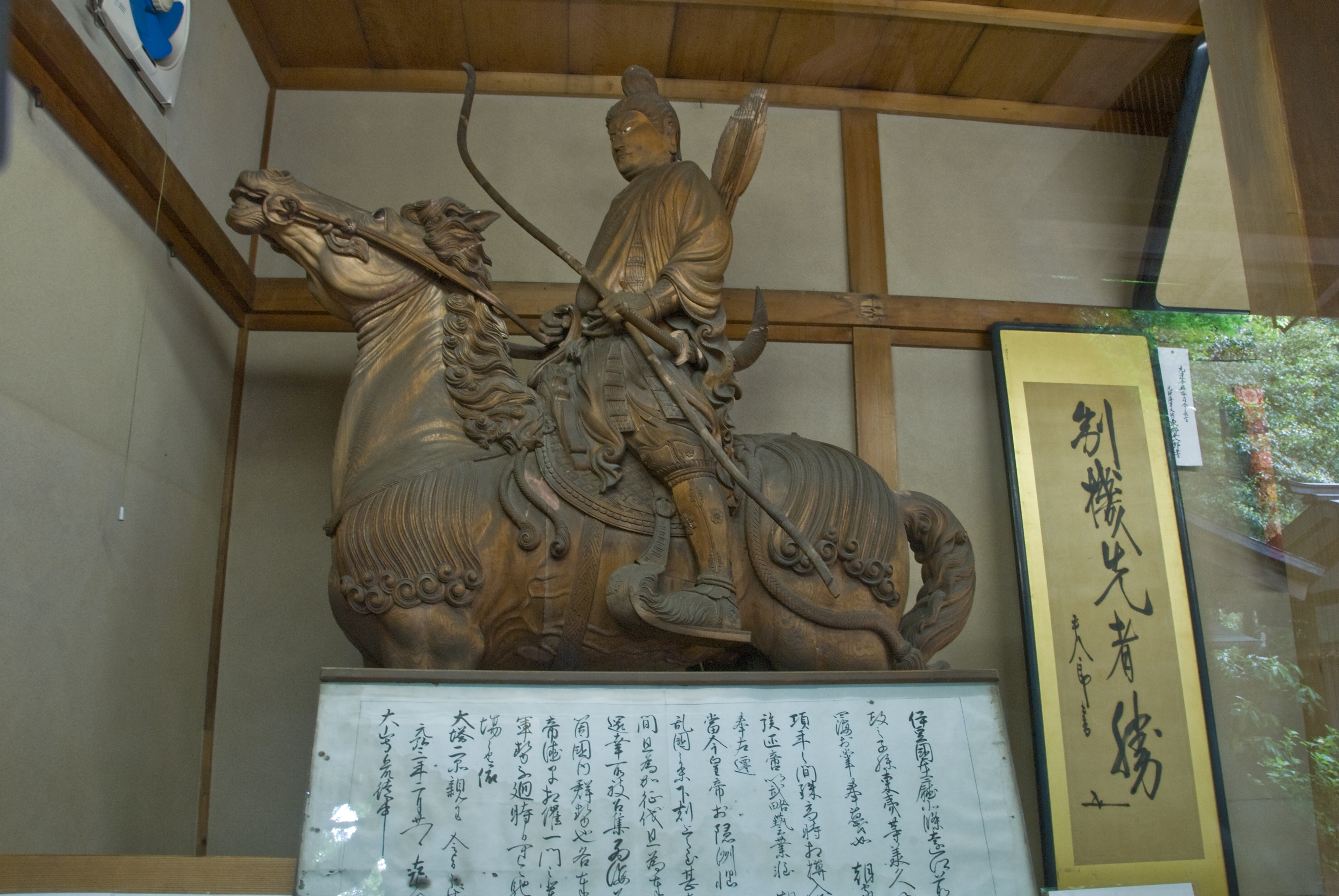
Статуя принца Морійосі у Святилищі Камакура міста Камакура.

Принц Морійосі або Принц Морінаґа (яп. 護良親王, もりよししんのう, морійосі / морінаґа сінно; 1308—1335) — японський державний і політичний діяч, Імператорський принц і спадкоємець трону, великий сьоґун в уряді часів реставрації Кемму.

## Короткі відомості
Морійосі народився 1308 року у сім'ї Імператора Ґо-Дайґо та його головної дружини Мінамото но Тікако.
У 1326 році принц обіймав посаду настоятеля буддистського монастиря Кадзії, а наступного року став патріархом секти Тендай, головою пристоличного монастиря Енрякудзі.
У 1331 році, залучивши на свій бік армії монахів-воїнів, Морійосі разом із батьком організував повстання проти Камакурського сьоґунату. Воно закінчилося поразкою і у 1332 році принц був позбавлений патріаршества і чернечого сану. Морійосі переховувався від сьоґунських військ у провінціях Ямато і Кії, і звідти видав заклик до японського самурайства повалити Камакурський сьоґунат і рід узурпаторів Ходзьо.
1333 року на цей заклик відгукнулися Асікаґа Такаудзі, який захопив Кіото і сприяв поверненню Імператора Ґо-Дайґо із заслання до столиці, та Нітта Йосісада, який захопив Камакуру і знищив самурайський уряд Хозьо.
Після вступу Імператора Ґо-Дайґо до Кіото розпочалась реставрація Кемму і було сформовано новий аристократично-самурайський уряд.
У 1333 призначений «великим сьоґуном—завойовником варварів», фактичним головою усіх самураїв країни, але невдовзі, через сварку із батьком, був знятий з посади. Принц також вступив у конфлікт з Асікаґою Такаудзі і безуспішно намагався убити його.
У 1334 році Імператор Ґо-Дайґо отримав донос на Морійосі, що той планує захопити трон. Принца негайно було схоплено і ув'язнено як заколотника. Його заслали до Камакури, під нагляд брата Асікаґи Такаудзі, Асікаґи Тадайосі.
У 1335 Камакуру атакували залишки військ узурпаторів Ходзьо під проводом Ходзьо Токіюкі. Асікаґа Тадайосі не зміг втримати місто і під час відходу наказав убити арештанта Морійосі. Страту здійснив Футінобе Йосіхіро.
У 19 столітті для вшангування пам'яті убитого Морійосі було збудовано Святилище Камакура у місті Камакура.